# Реджинальд Догерті
Реджинальд «Реджі» Френк Догерті (англ. Reginald Doherty; 14 жовтня 1872 — 29 грудня 1910) — англійський тенісист, триразовий переможець Олімпіади і багаторазовий переможець турнірів Великого шолома, також був першою ракеткою світу. Старший брат тенісиста Лоренса Догерті. Серед вболівальників відомий як Р. Ф.

## Кар'єра
Реджинальд Догерті, як і його брат, навчався у Кембриджському університеті, де виступав за університетську команду з лаун-тенісу. У 1895 і 1896 роках був учасником збірної команди університету, яка перемагла команду Оксфорда.
Догерті почав свої виступи на турнірах Великого шолома у 1894 році на Вімблдоні. У 1897 році він вперше виграв там титул, перемігши у фіналі діючого чемпіона Гарольда Махоні, потім тричі захищав свій титул. Він втратив звання чемпіона у 1897 році, коли програв у фіналі Артуру Гору у чотирьох сетах. Він також виходив у фінал US Open у 1902, де програв діючому чемпіону Вільяму Ларнеду. У парі з братом він виграв 8 титулів на Вімблдоні і 2 — на US Open.
Реджинальд Догерті представляв Велику Британію у Кубку Девіса у 1902–1906 роках. У 1902 році він виграв парний матч (разом із братом), але програв вирішальний одиночний поєдинок Малкольму Вітману у трьох сетах. У 1903 році він допоміг своїй збірнії вперше виграти трофей, здобувши перемоги у парному матчі та у вирішальній одиночній грі проти Роберта Ренна. Після цього він продовжував грати три роки тільки у парних матчах, допомігши Британії виграти ще три трофеї.
На Олімпіаді 1900 року Реджинальд Догерті виборов дві золоті медалі: у парному (разом із братом) та змішаному (із Шарлоттою Купер) розрядах, а також бронзу в одиночному. У півфіналі одиночного розряду він повинен був грати проти брата, але відмовився від цього матчу. Лоренс зрештою виграв турнір. Він не брав участі в Олімпіаді 1904, проте у 1908 році знову виграв золото у парному розряді — цього разу із Джорджем Гільярдом. Реджинальд є утримувачем рекорду за кількістю золотих медалей Олімпіади серед тенісистів.
У 1980 році він та його брат були включені до Міжнародної тенісної зали слави.

## Смерть
Догерті помер 29 грудня 1910 року у своєму домі у Кенсінгтоні, невдовзі після повернення з лікування у швейцарському Давосі].
Виходячи із його некрологу у The New York Times, він хворів тривалий час перед смертю. Обидва брати страждали від захворювань дихальних шляхів.

## Фінали турнірів Великого шолома

### Одиночний розряд: 6 (4–2)
| Результат | Дата | Турнір                     | Покриття | Суперник          | Рахунок                  |       |
| --------- | ---- | -------------------------- | -------- | ----------------- | ------------------------ | ----- |
| Перемога  | 1897 | Вімблдонський турнір       | Трава    | Гарольд Магоні    | 6–4, 6–4, 6–3            | [ 8 ] |
| Перемога  | 1898 | Вімблдонський турнір       | Трава    | Лоренс Догерті    | 6–3, 6–3, 2–6, 5–7, 6–1  | [ 8 ] |
| Перемога  | 1899 | Вімблдонський турнір       | Трава    | Артур Ґор         | 1–6, 4–6, 6–3, 6–3, 6–3  | [ 8 ] |
| Перемога  | 1900 | Вімблдонський турнір       | Трава    | Сідні Говард-Сміт | 6–8, 6–3, 6–1, 5–7, 11–9 | [ 8 ] |
| Поразка   | 1901 | Вімблдонський турнір       | Трава    | Артур Ґор         | 6–4, 5–7, 4–6, 4–6       | [ 8 ] |
| Поразка   | 1902 | Національний чемпіонат США | Трава    | Вільям Ларнд      | 6–4, 2–6, 4–6, 6–8       | [ 9 ] |

### Парний розряд: 13 (10–3)
| Результат | Дата | Турнір                     | Покриття | Партнер        | Суперники                           | Рахунок                  |        |
| --------- | ---- | -------------------------- | -------- | -------------- | ----------------------------------- | ------------------------ | ------ |
| Поразка   | 1896 | Вімблдонський турнір       | Трава    | Гаролд Нісбет  | Герберт Бадделі Вілфред Бедделі     | 6–1, 6–3, 4–6, 2–6, 1–6  | [ 10 ] |
| Перемога  | 1897 | Вімблдонський турнір       | Трава    | Лоренс Догерті | Герберт Бадделі Вілфред Бедделі     | 6–4, 4–6, 8–6, 6–4       | [ 10 ] |
| Перемога  | 1898 | Вімблдонський турнір       | Трава    | Лоренс Догерті | Кларенс Гобарт Гаролд Нісбет        | 6–4, 6–4, 6–2            | [ 10 ] |
| Перемога  | 1899 | Вімблдонський турнір       | Трава    | Лоренс Догерті | Кларенс Гобарт Гаролд Нісбет        | 7–5, 6–0, 6–2            | [ 10 ] |
| Перемога  | 1900 | Вімблдонський турнір       | Трава    | Лоренс Догерті | Герберт Ропер-Барретт Гаролд Нісбет | 9–7, 7–5, 4–6, 3–6, 6–3  | [ 10 ] |
| Перемога  | 1901 | Вімблдонський турнір       | Трава    | Лоренс Догерті | Двайт Ф. Девіс Голкомб Ворд         | 4–6, 6–2, 6–3, 9–7       | [ 10 ] |
| Поразка   | 1902 | Вімблдонський турнір       | Трава    | Лоренс Догерті | Френк Райслі Сідні Говард-Сміт      | 6–4, 6–8, 3–6, 6–4, 9–11 | [ 10 ] |
| Перемога  | 1902 | Національний чемпіонат США | Трава    | Лоренс Догерті | Dwight Davis Голкомб Ворд           | 11–9, 12–10, 6–4         | [ 11 ] |
| Перемога  | 1903 | Вімблдонський турнір       | Трава    | Лоренс Догерті | Френк Райслі Сідні Сміт             | 6–4, 6–4, 6–4            | [ 10 ] |
| Перемога  | 1903 | Національний чемпіонат США | Трава    | Лоренс Догерті | Крейґ Коллінз Л. Гаррі Вейднер      | 7–5, 6–3, 6–3            | [ 11 ] |
| Перемога  | 1904 | Вімблдонський турнір       | Трава    | Лоренс Догерті | Френк Райслі Сідні Сміт             | 6–1, 6–2, 6–4            | [ 10 ] |
| Перемога  | 1905 | Вімблдонський турнір       | Трава    | Лоренс Догерті | Френк Райслі Сідні Сміт             | 6–2, 6–4, 6–8, 6–3       | [ 10 ] |
| Поразка   | 1906 | Вімблдонський турнір       | Трава    | Лоренс Догерті | Френк Райслі Сідні Сміт             | 8–6, 4–6, 7–5, 3–6, 3–6  | [ 10 ] |

## Фінали за кар'єру (52)
| Титули за покриттям |
| ------------------- |
| Ґрунт (18–4)        |
| Трава (14–12)       |
| Тверде (1–0)        |
| Дерево (3–0)        |

### Титули в одиночному розряді (36)
| Ранг | Дата | Турнір                                               | Покриття | Суперник у фіналі       | Рахунок                     |
| 1.   | 1895 | Essex Championships, Colchester, Англія              | Трава    | Герберт Рамон Іґлесіас  | 6–3, 6–1, 6–0               |
| 2.   | 1895 | Scottish Championships, Moffat, Шотландія            | Трава    | Річард Міллар Вотсон    | без гри                     |
| 3.   | 1895 | Welsh Covered Court Championships, Llandudno, Уельс  | Дерево   | Вільям С. Н. Герд       | без гри                     |
| 4.   | 1895 | Exmouth LTC Турнір, Exmouth, Англія                  | Трава    | Гаррі С. Барлов         | 6–1, 7–5, 6–2               |
| 5.   | 1896 | Baden Baden International, Баден-Баден, Німеччина    | Ґрунт    | Віктор Фос              | 6–1, 7–5, 6–2               |
| 6.   | 1896 | East of England Championships, Англія                | Трава    | Едвард Рой Аллен        | 6–4, 8–6                    |
| 7.   | 1896 | Essex Championships, Colchester, Англія              | Трава    | Лоренс Догерті          | без гри                     |
| 8.   | 1896 | Scottish Championships, Moffat, Шотландія            | Трава    | Едвард Рой Аллен        | 13–11, 6–4 знялася.         |
| 9.   | 1896 | The Homburg Cup, Bad Homburg vor der Höhe, Німеччина | Ґрунт    | Вільям М. Кранстон      | без гри                     |
| 10.  | 1896 | Welsh Covered Court Championships, Llandudno, Уельс  | Дерево   | Лоренс Догерті          | без гри                     |
| 11.  | 1897 | Baden Baden International, Баден-Баден, Німеччина    | Ґрунт    | Лоренс Догерті          | без гри                     |
| 12.  | 1897 | Вімблдонський турнір, Лондон, Англія                 | Трава    | Вілберфорс Івз          | 6–3, 7–5, 2–0 ret           |
| 13.  | 1897 | South of France Championships, Ніцца, Франція        | Ґрунт    | Віктор Фос              | 6–2, 6–4, 3–6, 6–1          |
| 14.  | 1897 | The Homburg Cup, Bad Homburg vor der Höhe, Німеччина | Ґрунт    | Джордж Гілл'ярд         | без гри                     |
| 15.  | 1897 | Мастерс Монте-Карло, Monte Carlo, Франція            | Ґрунт    | Конвей В. Блеквуд Прайс | 6–2, 6–1, 6–2               |
| 16.  | 1897 | Scottish Championships, Moffat, Шотландія            | Трава    | Лоренс Догерті          | без гри                     |
| 17.  | 1897 | Cannes Championships, Cannes, Франція                | Ґрунт    | M.G. Gongoltz           | 6–2, 6–4, 6–3               |
| 18.  | 1897 | Welsh Covered Court Championships, Llandudno, Уельс  | Дерево   | Лоренс Догерті          | без гри                     |
| 19.  | 1898 | Вімблдонський турнір, Лондон, Англія                 | Трава    | Лоренс Догерті          | 6–3, 6–3, 2–6, 5–7, 6–1     |
| 20.  | 1898 | The Homburg Cup, Bad Homburg vor der Höhe, Німеччина | Ґрунт    | Лоренс Догерті          | без гри                     |
| 21.  | 1898 | Мастерс Монте-Карло, Monte Carlo, Франція            | Ґрунт    | Віктор Фос              | 4–6, 6–3, 6–3, 4–0 Retired. |
| 22.  | 1899 | Irish Championships Дублін, Ірландія                 | Трава    | Гарольд Магоні          | 6–3, 6–4, 5–7, 6–4          |
| 23.  | 1899 | Вімблдонський турнір Лондон, Англія                  | Трава    | Артур Ґор               | 1–6, 4–6, 6–3, 6–3, 6–3     |
| 24.  | 1899 | Мастерс Монте-Карло, Monte Carlo, Франція            | Ґрунт    | Віктор Фос              | 6–2 Ret.                    |
| 25.  | 1899 | Heiligendammer Cup, Heiligendammer, Німеччина        | Ґрунт    | Ґеорґ Ванцеліус         | 6–2, 6–1, 6–2               |
| 26.  | 1899 | The Homburg Cup, Bad Homburg vor der Höhe, Німеччина | Ґрунт    | Кларенс Гобарт          | 3–6, 4–6, 6–0, 6–3, 6–4     |
| 27.  | 1899 | South of France Championships, Ніцца, Франція        | Ґрунт    | Віктор Фос              | 6–0, 6–0 6–0                |
| 28.  | 1900 | Irish Championships Дублін, Ірландія                 | Трава    | Артур Ґор               | 6–4, 7–5, 7–9, 7–9, 6–3     |
| 29.  | 1900 | Вімблдонський турнір Лондон, Англія                  | Трава    | Сідні Говард-Сміт       | 6–8, 6–3, 6–1, 6–2          |
| 30.  | 1901 | Irish Championships Дублін, Ірландія                 | Трава    | Лоренс Догерті          | 6–4, 4–6 ret.               |
| 31.  | 1902 | Мастерс Монте-Карло, Monte Carlo, Франція            | Ґрунт    | Джордж Гілл'ярд         | 6–1, 6–4, 6–3               |
| 32.  | 1902 | Paris International Championships, Париж, Франція    | Ґрунт    | Пол Лебретон            | без гри                     |
| 33.  | 1903 | Мастерс Монте-Карло, Monte Carlo, Франція            | Ґрунт    | Френк Райслі            | 6–1, 14–16 Ret.             |
| 34.  | 1903 | Paris International Championships, Париж, Франція    | Ґрунт    | Макс Декюжі             | 6–4, 6–3, 8–6               |
| 35.  | 1904 | Мастерс Монте-Карло, Monte Carlo, Франція            | Ґрунт    | Мейджор Річі            | 6–1, 7–5, 3–6, 7–5          |
| 36.  | 1909 | South African Championships, Йоганесбурґ, ПАР        | Тверде   | Лайонел Еском           | 6–3, 6–1, 6–1               |

### Фінали в одиночному розряді (16)
| Ранг | Дата | Турнір                                                     | Покриття | Суперник у фіналі       | Рахунок            |
| 1.   | 1895 | Colchester Championships, Colchester, Англія               | Трава    | Чарлз Ґледстоун Аллен   | без гри            |
| 2.   | 1896 | Irish Championships, Дублін, Ірландія                      | Трава    | Гарольд Магоні          | 6–2, 6–2, 6–4      |
| 3.   | 1896 | Queen's Club Championships, Лондон, Англія                 | Трава    | Гарольд Магоні          | 11–9, 6–4, 6–4     |
| 4.   | 1896 | Sussex Championships, Exmouth, Англія                      | Трава    | Вілфред Бедделі         | 6–1, 6–2, 6–3      |
| 5.   | 1897 | Irish Championships, Дублін, Ірландія                      | Трава    | Вілберфорс Івз          | 6–4, 6–3, 3–6, 6–2 |
| 6.   | 1897 | Northern Lawn Tennis Association Турнір, Манчестер, Англія | Трава    | Вілфред Бедделі         | 6–2, 7–5, 2–6, 6–0 |
| 7.   | 1898 | South of France Championships, Ніцца, Франція              | Ґрунт    | Лоренс Догерті          | без гри            |
| 8.   | 1898 | Irish Championships, Дублін, Ірландія                      | Трава    | Гарольд Магоні          | 6–3, 8–6, 6–3      |
| 9.   | 1898 | Scottish Championships, Moffat, Шотландія                  | Трава    | Лоренс Догерті          | без гри            |
| 10.  | 1899 | Турнір of Europe, Bad Homburg, Німеччина                   | Ґрунт    | Гарольд Магоні          | без гри            |
| 11.  | 1900 | South of France Championships, Ніцца, Франція              | Ґрунт    | Лоренс Догерті          | без гри            |
| 12.  | 1901 | Вімблдонський турнір, Лондон, Англія                       | Трава    | Артур Ґор               | 4–6, 7–5, 6–4, 6–4 |
| 13.  | 1902 | Національний чемпіонат США, Newport, RI, США               | Трава    | Вільям Ларнд            | 4–6, 6–2, 6–4, 8–6 |
| 14   | 1902 | South of France Championships, Ніцца, Франція              | Ґрунт    | Лоренс Догерті          | без гри            |
| 15.  | 1902 | Irish Championships, Дублін, Ірландія                      | Трава    | Лоренс Догерті          | без гри            |
| 16   | 1905 | East Grinstead, East Grinstead, Англія                     | Трава    | Родерік Джеймс Мак-Нейр | без гри            |